# Campionato del mondo sportprototipi 1975
Il Campionato mondiale marche 1975 (en. World Championship for Makes 1975), è stata la 4ª edizione del Campionato del mondo sportprototipi.

## Risultati
| Nº | Data       | Gara                    | Costruttore    | Piloti                                 | Resoconto |
| -- | ---------- | ----------------------- | -------------- | -------------------------------------- | --------- |
| 1  | 2 febbraio | 24 Ore di Daytona       | Porsche        | Peter Gregg Hurley Haywood             | Resoconto |
| 2  | 23 marzo   | 1000 km del Mugello     | Alpine-Renault | Jean-Pierre Jabouille Gérard Larrousse | Resoconto |
| 3  | 6 aprile   | 800 km di Digione       | Alfa Romeo     | Arturo Merzario Jacques Laffite        | Resoconto |
| 4  | 20 aprile  | 1000 km di Monza        | Alfa Romeo     | Arturo Merzario Jacques Laffite        | Resoconto |
| 5  | 4 maggio   | 1000 km di Spa          | Alfa Romeo     | Henri Pescarolo Derek Bell             | Resoconto |
| 6  | 18 maggio  | 1000 km di Pergusa      | Alfa Romeo     | Arturo Merzario Jochen Mass            | Resoconto |
| 7  | 1 giugno   | 1000 km del Nürburgring | Alfa Romeo     | Arturo Merzario Jacques Laffite        | Resoconto |
| 8  | 29 giugno  | 1000 km di Zeltweg      | Alfa Romeo     | Henri Pescarolo Derek Bell             | Resoconto |
| 9  | 13 luglio  | 6 Ore di Watkins Glen   | Alfa Romeo     | Henri Pescarolo Derek Bell             | Resoconto |

## Classifica
Note I punti evidenziati in corsivo sono quelli scartati dal conteggio finale come da regolamento.
| Pos | Costruttore    | 1  | 2  | 3  | 4  | 5  | 6  | 7  | 8  | 9  | Totale |
| --- | -------------- | -- | -- | -- | -- | -- | -- | -- | -- | -- | ------ |
| 1   | Alfa Romeo     |    | 15 | 20 | 20 | 20 | 20 | 20 | 20 | 20 | 140    |
| 2   | Porsche        | 20 | 12 | 15 | 15 | 12 | 12 | 12 | 12 | 10 | 98     |
| 3   | Alpine-Renault |    | 20 |    | 12 |    |    | 10 |    | 12 | 54     |
| 4   | Chevron        |    | 8  | 12 | 3  | 2  | 6  | 1  | 4  |    | 36     |
| 5   | Mirage         |    |    |    |    |    |    | 15 |    |    | 15     |
| 6   | March          |    |    |    |    |    |    | 4  | 8  |    | 12     |
| 7   | Ligier         |    | 4  | 6  |    |    |    |    |    |    | 10     |
| 8   | Lola           |    |    | 1  |    |    | 3  |    | 6  |    | 10     |
| 9   | Ferrari        | 4  |    |    |    |    |    |    |    |    | 4      |
| 10  | Chevrolet      |    |    |    |    |    |    |    |    | 3  | 3      |